# Lordi
Lordi este o trupă de heavy metal din Finlanda. Membrii acesteia sunt celebri pentru costumele de monștri pe care le îmbracă la fiecare apariție scenică și în pozele promoționale.
Muzica lor a fost descrisă ca fiind un mix între AC/DC, Kiss și W.A.S.P.
Au reprezentat Finlanda la concursul muzical Eurovision 2006, cu piesa Hard Rock Hallelujah. Au câștigat detașat concursul, în mod surprinzător, având în vedere că specificul concursului este mai degrabă orientat spre muzica pop,fiind si prima trupa finlandeza ce castiga acest concurs.
Trupa este activa inca din anul 2002 lansand cate un album nou la fiecare 2-3 ani in acelasi timp schimbandu-se si costumele/mastile membrilor trupei.Trupa a trecut prin numeroase schimbari de line-up cei mai longevivi membri fiind Mr Lordi si chitaristul Amen Ra,activi pana in ziua de azi.

## Discografie

### Membri
- Mr. Lordi - vocal
- Amen Ra - chitara
- Hiisi - chitara bas
- Mana - baterie
- Hella - clape

### Fosti mebri
G-Stealer - chitară bas (1996-1999)
Magnum - chitară bas (1999-2002)
Kalma - chitară bas (2002-2005)
Enary - clape (1997-2005)
Kita - baterie (2000-2010)
Otus - baterie (2010-2012)
Awa-clape  (2006-2012)
OX-chitara bas (2005-2019)

### Albume de studio
- Get Heavy (2002)
- The Monsterican Dream (2004)
- The Arockalypse (2006)
- Deadache (2008)
- Babez For Breakfast (2010)
- To Beast or Not To Beast (2013)
- Scare Force One (2014)
- Monstereophonic – Theaterror vs. Demonarchy (2016)
- Sexorcism (2018)
- Killection (2020)
- Lordiversity (2021)

### Albume compilații
- Zombilation – The Greatest Cuts (2009)
- The Monster Show (2005)
- Scarchives Vol. 1 (2012)

### Single-uri
- Would You Love a Monsterman? (2002)
- Devil is a Loser (2003)
- Blood Red Sandman (2004)
- My Heaven Is Your Hell (2004)
- Hard Rock Hallelujah (2006)
- Who's Your Daddy? (2006)
- Would You Love a Monsterman? (2006) (2006)
- It Snows in Hell (2006)
- They Only Come Out At Night (2007)
- Beast Loose in Paradise (2008)
- Bite It Like a Bulldog (2008)
- Deadache (2008)
- This Is Heavy Metal (2010)
- Rock Police (2010)
- The Riff (2013)
- Hug You Hardcore (2016)
- Your Tongue’s Got the Cat (2018)
- Naked in My Cellar (2018)
- Shake the Baby Silent (2019)
- I Dug a Hole in the Yard for You (2019)
- Like A Bee To The Honey (2020)
- Believe Me (2021)

### DVD-uri
- Market Square Massacre (2006)
- Bringing Back The Balls To Stockholm (2007)
- "Dark Floors" (2008 Horror movie)
- Recordead Live – Sextourcism in Z7 (2018 CD/DVD)

### Film
- The Kin (2004)
- Dark Floors (2008)

## Bandă desenată
- Monster Magazine (2002)
- Alkuperä (2006)
- Verenjano (2007)
- Verensininen (2008)